# Abram Hoffer
Abram Hoffer (1917) foi uma psiquiatra canadiano, conhecido pelo seu trabalho no desenvolvimento de terapias bioquímicas basedas no uso da nutrição e vitaminas no tratamento da esquizofrenia, Esta terapia é conhecida pelo nome de psiquiatria ortomolecular. A abordagem geral, denominada Medicina Ortomolecular, inclui o uso de megavitaminas.